# Caroline, Prinsesse af Hannover
 Der er for få eller ingen kildehenvisninger i denne artikel, hvilket er et problem. Du kan hjælpe ved at angive troværdige kilder til de påstande, som fremføres i artiklen.

Prinsesse Caroline af Hannover (Caroline Louise Marguerite Grimaldi; født 23. januar 1957) er en monegaskisk prinsesse, der er det ældste barn af Fyrst Rainier 3. af Monaco og den amerikanske skuespillerinde Grace Kelly. 
Hun tilhører Huset Grimaldi og er storesøster til Fyrst Albert 2. af Monaco og Prinsesse Stephanie af Monaco. Fra 1957 til 1958 og igen fra 2005 til 2014 var hun tronfølger i Fyrstendømmet Monaco. Hun har siden 1999 været gift med Prins Ernst August af Hannover,  der er familieoverhoved for fyrstehuset Welf og tronprætendent til Kongeriget Hannover.

## Biografi
Prinsesse Caroline blev født den 23. januar 1957 i Fyrstepaladset i Monaco som det ældste barn af Fyrst Rainier 3. af Monaco og den tidligere amerikanske skuespillerinde Grace Kelly. Hun er af irsk, britisk, amerikansk, tysk, fransk, belgisk og monegaskisk afstamning. I de første måneder af sit liv var Caroline kortvarigt tronfølger i Monaco, fra sin fødsel og frem til den 14. marts 1958, hvor hendes broder Arveprins Albert blev født og overtog posten om tronfølger. Den 1. februar 1965 blev hendes lillesøster, Prinsesse Stéphanie født.
Prinsesse Carolines mor Fyrstinde Grace døde den 14. september 1982, dagen efter at hun og Prinsesse Stéphanie var udsat for en bilulykke på vej hjem til Monaco efter et besøg i Frankrig.
Efter fyrst Rainiers død i 2005 blev Albert fyrste. Ved faderens død rykkede prinsesse Caroline frem i arvefølgen. Hun var igen tronfølger og arveprinsesse, indtil hendes nevø, Arveprins Jacques blev født i december 2014.

## Forlovelse
Fra marts 1974 til februar 1975 var prinsesse Caroline forlovet med den svensk-italienske Roberto Ingmar Rossellini (født 1950), søn af Ingrid Bergman og Roberto Rossellini.
I begyndelsen af 1990'erne blev Caroline sat i forbindelse med den franske skuespiller Vincent Lindon.

## Ægteskaber og børn
Prinsesse Caroline har giftet sig tre gange.
Carolines første ægteskab (1978-1980) var med fransk-danske forretningsmand Philippe Junot (født 1940). Dette ægteskab var barnløst. Philippe Junot har senere været gift med den danske model Nina Wendelboe-Larsen, som han har fået tre børn med. 
Carolines andet ægteskab, indgået d. 29. december 1983, var med italieneren Stefano Casiraghi (1960-1990). De fik tre børn.
- Andrea Casiraghi (født 1984).
- Charlotte Casiraghi (født 1986).
- Pierre Casiraghi (født 1987).

Carolines tredje ægteskab blev indgået i 1999. Det er med den tyske prins Ernst August 5. af Hannover. Parret har én datter. 
- Prinsesse Alexandra af Hannover (født 20. juli 1999).

## Titler
- 1957-1958: Hendes højvelbårenhed  (fransk: Son Altesse sérénissime) Arveprinsessen af Monaco.
- 1958-1999: Hendes højvelbårenhed Prinsesse Caroline af Monaco.
- 1999-2005: Hendes kongelige højhed Prinsessen af Hannover, prinsesse af Monaco.
- 2005–2014: Hendes kongelige højhed Prinsessen af Hannover, arveprinsesse af Monaco.
- siden 2014: Hendes kongelige højhed Prinsessen af Hannover, prinsesse af Monaco.